# Oberheumödern
Oberheumödern ist ein Gemeindeteil der Stadt Treuchtlingen im Landkreis Weißenburg-Gunzenhausen (Mittelfranken, Bayern). Oberheumödern liegt in der Gemarkung Windischhausen.

## Lage
Das Dorf liegt in der Südlichen Frankenalb westlich von Treuchtlingen. Südlich befindet sich das Waldgebiet Grottenhof. Nördlich von Oberheumödern führt die Staatsstraße 2216 vorbei, von der zwischen Treuchtlingen und Windischhausen eine Verbindungsstraße zum Ort abzweigt, die nach Unterheumödern weiterführt.

## Ortsname
Die Grundbezeichnung „Heumödern“ könnte gedeutet werden als „Bei den Grasmähern“ bzw. „Siedlung zu den Wiesen, wo geheut wird“. Zugrunde liegt das mittelhochdeutsche Wort „meder/mæder“ = „Mäher, Mäder“. Vielleicht wurde der Ortsname im Sinne eines Grasplatzes, der nur einmal gemäht wird, gebildet. „Ober-“heumödern liegt circa 20 Höhenmeter höher als das nahe „Unter-“heumödern.

## Geschichte

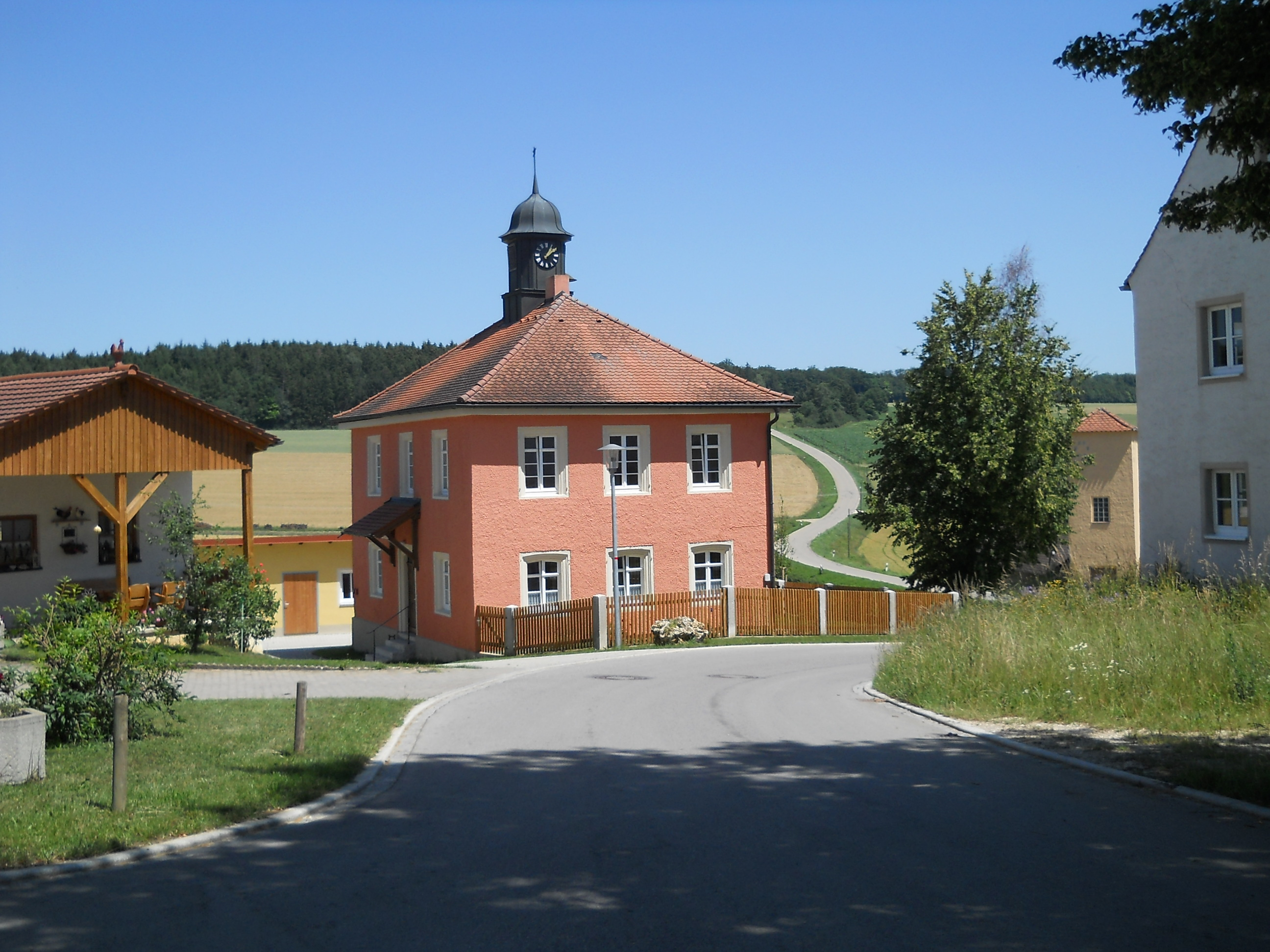
Das ehemalige Schul- und Gemeindehaus

Bei Oberheumödern befinden sich fünf hallstattzeitliche Grabhügel. Der Ort wird erstmals 1403 urkundlich erwähnt, als Burggraf Friedrich von Nürnberg in einem Streit von Wilrich und Jobst von Treuchtlingen mit Reynbot Dompne entscheidet, dass Dompne „daz weiler Obernheymenden genant“ von denen von Treuchtlingen als Pfand erhalten soll. Aus einem Beleg von 1481 erfährt man, dass der große Zehnt des Weilers vom Kloster Wülzburg auf Georg von Pappenheim übergeht, der im Jahr darauf diesen gegen etliche Güter des Klosters Rebdorf in Dettenheim eintauscht. 1596 gehören dem Marschall von Pappenheim-Treuchtlingen der Meierhof, vier Höfe und fünf Gütlein Oberheumöderns. 1667 ist dieser ehemalige Pappenheimer Besitz dem brandenburgisch-markgräfliche Verwalteramt Treuchtlingen gerichts- und steuerbar. 1732 hat sich daran nichts Wesentliches geändert: Fünf ganze Höfe, fünf Gütlein und das Hirtenhaus gehören dem Verwalteramt Treuchtlingen; der Weiler ist nach Wettelsheim gepfarrt, der große Zehnt geht weiterhin nach Rebdorf, der kleine gehört dem Pfarrer zu Wettelsheim. Sämtliche Gerichtsbarkeiten werden vom Verwalteramt Treuchtlingen wahrgenommen. Dies bleibt so bis zum Ende des Heiligen Römischen Reiches.
Seit 1806 im Königreich Bayern, wurden Ober- und Unterheumödern 1808 dem Steuerdistrikt Auernheim und 1801 und 1818 der Munizipalgemeinde Treuchtlingen zugeordnet. Mit Wirkung vom 26. August 1864 kamen Ober- und Unterheumödern zur Gemeinde Windischhausen im Landgericht Heidenheim. Im Zuge der Gebietsreform in Bayern von wurde diese Gemeinde am 1. Juli 1972 nach Treuchtlingen eingemeindet.
In den 1980er Jahren bestand das Dorf aus zwölf landwirtschaftlichen Anwesen. Das ehemalige Schul- und Gemeindehaus (Oberheumödern Nr. 13), ein zweigeschossiger Walmdachbau mit Uhrtürmchen mit geschweifter Haube, wurde 1839 (bzw. 1813) erbaut. In ihm wurde bis 1932 Schulunterricht erteilt. Es ist als Baudenkmal qualifiziert, ebenso die Scheune Oberheumödern Nr. 1 von 1872 und das Jura-Bauernhaus Oberheumödern Nr. 2 aus dem frühen 19. Jahrhundert mit dem davor stehenden Kleinhaus von 1852. 2008 wurde mit der Dorferneuerung begonnen.

### Einwohnerzahlen
- 1818: 66 Einwohner[7]
- 1846: 96 „Seelen“[9]
- 1861: 99 Einwohner, 25 Gebäude[13]
- 1950: 101 Einwohner, 20 Gebäude[14]
- 1961: 68 Einwohner, 14 Wohngebäude[15]
- 1987: 47 Einwohner[16]
- 2007: 36 Einwohner[12]
- 1. Januar 2011: 33 Einwohner[17]
- 31. Dezember 2019: 42 Einwohner[1]